# Hebert Alférez
Hebert Efraín Alférez Popoca o Hebert Alférez (4 de junio de 1988, Cancún, Quintana Roo, México) es un exfutbolista mexicano que jugaba de delantero y su último club fue Loros de Colima de la extinta Ascenso MX de México.

## Clubes
| Club                      | País      | Año         |
| ------------------------- | --------- | ----------- |
| Club Atlas de Guadalajara | México    | 2006 - 2008 |
| Dorados de Sinaloa        | México    | 2008 - 2009 |
| Club Atlas de Guadalajara | México    | 2009 - 2011 |
| HNK Rijeka                | Croacia   | 2011        |
| Atlante                   | México    | 2012        |
| Lobos de la BUAP          | México    | 2012 - 2014 |
| Zacatepec Siglo XXI       | México    | 2015        |
| Deportivo Sanarate F.C.   | Guatemala | 2015 - 2016 |
| Loros de Colima           | México    | 2017 - 2018 |